# Sorineuchora nigra
Sorineuchora nigra es una especie de cucaracha del género Sorineuchora, familia Ectobiidae, orden Blattodea. Fue descrita científicamente por Shiraki en 1907.

## Descripción
El cuerpo del macho mide 7,6-8,4 milímetros de longitud y la hembra 7,1-8,8 milímetros.

## Distribución
Se distribuye por China y Japón.